# Hrabstwo Perry (Ohio)
Hrabstwo Perry (ang. Perry County) – hrabstwo w stanie Ohio w Stanach Zjednoczonych. Obszar całkowity hrabstwa obejmuje powierzchnię 412,59 mil2 (1068,61 km²). Według danych z 2010 r. hrabstwo miało 360 58 mieszkańców. Hrabstwo powstało 1 marca 1818 roku i nosi imię Olivera Perryego - bohatera wojny brytyjsko-amerykańskiej 1812 roku.

## Sąsiednie hrabstwa
- Hrabstwo Licking (północ)
- Hrabstwo Muskingum (północny wschód)
- Hrabstwo Morgan (południowy wschód)
- Hrabstwo Athens (południe)
- Hrabstwo Hocking (południowy zachód)
- Hrabstwo Fairfield (zachód)

## Wioski
- Corning
- Crooksville
- Glenford
- Hemlock
- Junction City
- New Lexington
- New Straitsville
- Rendville
- Shawnee
- Somerset
- Thornville

## CDP
- Rose Farm
- Thornport